# Actenodia perfuga
Actenodia perfuga is een keversoort uit de familie van oliekevers (Meloidae). De wetenschappelijke naam van de soort is voor het eerst geldig gepubliceerd in 1993 door Dvorák.